# 大員之役
大員之役（Tāi-oân battle；劉香進攻大員之役），為发生在明朝海商、佛朗機（西班牙、葡萄牙）買辦代表劉香與荷蘭東印度公司之間的一場戰役。此战發生於於1634年4月8日，主要戰場在今台灣台南市大員，以及熱蘭遮城一帶。這場戰役被視為是荷蘭人奠定荷屬福爾摩沙政權穩定的關鍵一戰。

## 發生經過

### 起因崇禎明荷海戰
劉香為佛朗機（西班牙、葡萄牙）買辦代表，鄭芝龍為明朝、荷蘭買辦代表，兩人素有不和；而劉香及鄭芝龍則為亦商人亦海盜。1629年，劉香因拒絕投降明朝，遂與昔日結義兄弟鄭芝龍決裂。1633年7月27日-10月22日，劉香與李國助、荷蘭東印度公司聯手攻打明朝，但被鄭芝龍於金門料羅灣擊敗（崇禎明荷海戰）。

### 與荷蘭東印度公司決裂
崇禎明荷海戰之後，刘香和荷兰人心生间隙。遂率领600海盗攻击热兰遮城，不料受到抵抗无功而返。此战在历史上被称作“大員之役”、或“劉香進攻大員之役”。

### 後續戰役
1635年5月23日，刘香和郑芝龙（受到明朝政府支持）两大武装海商集团于廣東附近海面爆发海戰。劉香與芝龍的弟弟鄭芝虎在海上发生缠斗，劉香見大勢已去，遂點燃舰上的火藥與鄭芝虎同歸於盡，為自1625年在台灣結義的十八芝譜上休止符。

## 影響
之後臺灣荷蘭統治時期發生麻豆社之役、及聖誕節之役等戰役，鳳山一帶的平埔族也紛紛與荷蘭人簽定和約，接受荷蘭人的統治。此後，荷蘭人陸續引進中國移民來開墾，以鞏固自己在台灣的統治地位。